# The Evil Eye (cinesseriado)

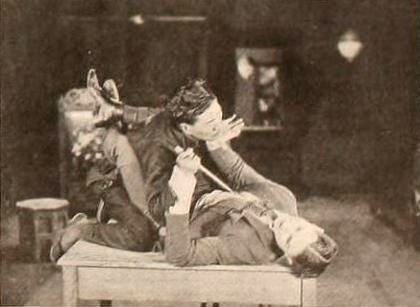
Cena do seriado.

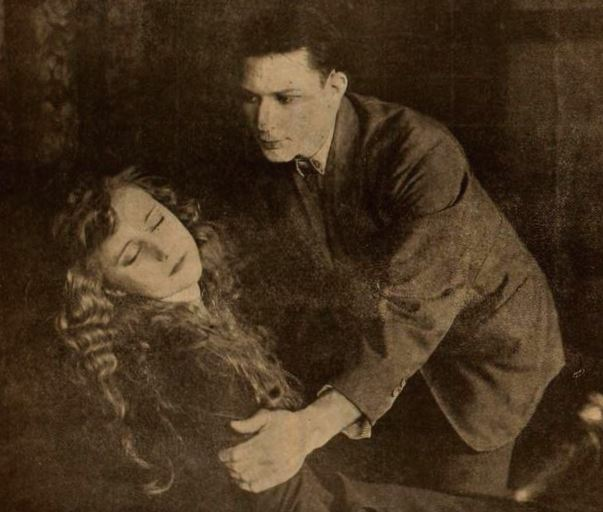
Cena do seriado, com Benny Leonard e Ruth Dwyer.

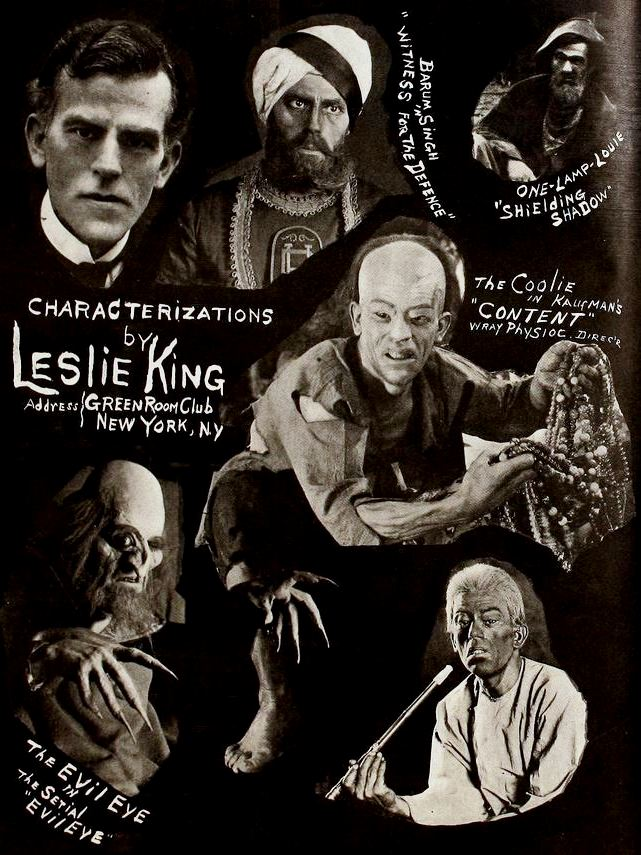
Caracterizações feitas pelo ator Leslie King em filmes como The Shielding Shadow (1916), The Witness for the Defense (1919) e The Evil Eye (1920). Motion Picture News. 12 de junho de 1920.

The Evil Eye é um seriado estadunidense de 1920, gênero ação, dirigido por J. Gordon Cooper e Wally Van, em 15 capítulos, estrelado por Benny Leonard e Ruth Dwyer. Último filme produzido pela Hallmark Pictures Corporation, foi distribuído pela Hallmark Pictures e Asher’s Enterprises e veiculou nos cinemas estadunidenses a partir de maio de 1920.
Este seriado é considerado perdido.

## Elenco
- Benny Leonard - Frank Armstrong
- Ruth Dwyer - Dora Bruce
- Stuart Holmes - Berton Bruce
- Marie Shotwell - Mrs. David Bruce
- Rosita Marstini - Marcia Lamar (creditada Madame Marie Marstini)
- Leslie King - The Money Lender
- Bernard Randall
- Mary Jepp

## Capítulos
Fonte:
1. Below the Deadline
2. In the House of the Blind Men
3. The Golden Locket
4. Vengeance of the Dead
5. Trapped by Treachery
6. On the Wings of Death
7. The Double Cross
8. Desconhecido
9. Ferocious foes
10. Evil influence
11. A Monstrous Menace
12. The Path of doom
13. The House of horror
14. The Death boxer
15. Winning out

## Detalhes da produção
O seriado era estrelado por Benny Leonard, o campeão mundial de boxe peso leve, e a história ocorria em Wall Street, girando em torno de uma gangue de bandidos que tentavam prejudicar a comunidade financeira e, em particular, o financista Bruce Benton (Stuart Hansen). A filha de Bruce, Dora (Ruth Dwyer), une-se com o boxer Frank Armstrong (Benny Leonard) para lutar contra o mestre do crime, que finge usar uma cadeira de rodas. O elenco de apoio era composto por atores da Broadway e incluiu a popular Marie Shotwell. 